# Stasikówka
Stasikówka ist ein Dorf in der Landgemeinde Poronin im Powiat Tatrzański in der Woiwodschaft Kleinpolen im Süden Polens in der historischen Region Podhale. Es liegt östlich der Woiwodschaftsstraße Zakopianka an der Woiwodschaftsstraße 961 zwischen Poronin und Bukowina Tatrzańska. Das Dorf liegt im Gebirgszug der Pogórze Bukowińskie ungefähr einen Kilometer westlich von Bukowina Tatrzańska, ungefähr drei Kilometer östlich von Poronin und ungefähr sechs Kilometer nordöstlich von Zakopane.

## Tourismus
Der Ortsname Stasikówka lässt sich als Ort des Stanislaus übersetzen. Die touristische Infrastruktur ist gut ausgebaut. 

### Wintersport
Im Ort gibt es zahlreiche kleine Liftanlagen.